# Neotrichura dukenfieldia
Neotrichura dukenfieldia là một loài bướm đêm thuộc phân họ Arctiinae, họ Erebidae.